# شهرستان براون (ایلینوی)
شهرستان براون، ایلینوی (به انگلیسی: Brown County, Illinois) یک سکونتگاه مسکونی در ایالات متحده آمریکا است که در ایلینوی واقع شده‌است.

## نگارخانه

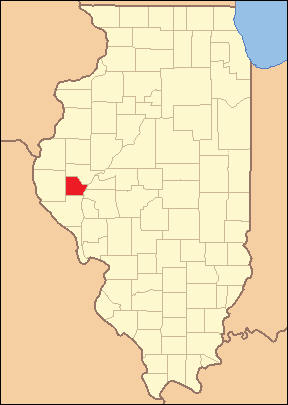